# もえろ!ハーレムエース
『もえろ!ハーレムエース』は、2007年6月にネットより発売されたパチスロ機（5号機）。
ネットから発売された『リオパラダイス』に続く萌えスロ5号機。2008年5月現在、ネット発売の5号機の中で最大の機械割となっている。設定は、1・3・5・7の4段階。
戦闘機乗りの主人公サクラが、ハーレムキングが送り込む美女軍団と激しい空中戦を繰り広げるといった内容。

## 概要
BIG BONUS (BB) とSAKURA BONUS (SB) の2種類のボーナスを搭載しており、4号機の純Aタイプに近い。BIG BONUSは青7揃い・青青白揃い・サクラ柄揃いの3種類で、345枚を超える払い出しで終了（純増約308枚）。SAKURA BONUSは青青サクラの1種類で、224枚を超える払い出しで終了（純増約195枚）。
筐体の液晶左側にはハート型の「ランプ役物」、右側には可動式の「レーダー役物」が搭載されている。またネットお馴染みの「スペシャルボタン」も搭載されている。
基本的なゲームフローは「空中ステージ」と「地上ステージ」を行き来し、「バトル演出」に突入して美女軍団に勝利すればボーナス確定、といった流れである。対戦相手によって期待度が異なり、復活パターンも数多く存在し、1・3ゲーム目でのスペシャルボタン演出は激アツである。
2連赤BAR・スイカ入賞で2Gのプチリプレイタイム (RT) に突入する。これにより、バトル演出を飽きさせないようにさせている。

### ナビキャラコレクション機能
敵を倒すことによって得られるおまけ機能。倒したキャラを空中ステージでナビキャラとして設定することが可能。ナビキャラのタイプは、小役ナビとバトル演出が丁度いい「バランスタイプ」、小役ナビに偏る「小役ナビタイプ」、バトル演出に偏る「バトルタイプ」の3種類があり、例えば小役ナビタイプに設定していて、小役ナビ無しに小役が成立するとチャンスになる。
表示されるパスワードを記録すればいつでもそのキャラを使用可能である。なお、ナビゲータ設定画面ではキャラクターコレクションで各キャラのカットが閲覧可能であり、カットは2種類ずつ存在する。

### ボーナス当選楽曲
- 風の向こうへ
  - BB当選時
- ちぎれたツバサで
  - SB当選時
- Clock Trick -hypnosis-
  - 前回ボーナスから50G以内のBB当選時

## スペック
| 設定 | 機械割 | ボーナス合算 | BB確率 | SB確率 |
| ---- | ------ | ------------ | ------ | ------ |
| 1    | 97.5%  | 1/199        | 1/299  | 1/596  |
| 3    | 102.4% | 1/184        | 1/277  | 1/551  |
| 5    | 106.2% | 1/172        | 1/258  | 1/512  |
| 7    | 113.7% | 1/157        | 1/241  | 1/452  |

## 登場キャラクター
サクラ (SAKURA)
本作の主人公。ボーイッシュな少女。着痩せするタイプ。
正義感が強い年若き大空のエース、幼少時に失踪した父親を探すために旅立つ。
ハーレムキングの娘で、イチゴの双子の姉でもあるが本人は知らなかった。
イチゴ (ICHIGO)
ハーレムキング軍団のエース。バランスタイプ。
ハーレムキングの娘で、サクラの妹。空中戦は未熟のようで、バトルで出てくるとチャンス。また、復活パターンでも登場する。
レモン (LEMON)
ハーレムキング軍団のリーダーの一人。バトルタイプ。
眼鏡をかけ、おっとりしていて子供好きだが、時折怖い一面を見せることもある。巨乳。
キャンディー (CANDY)
ハーレムキング軍団のリーダーの一人。バトルタイプ。
金髪でアメリカ風。常に自分のフェロモンに酔っているため、コクピットのキャノピーは常時開放。
マティーニ (MARTINI)
ハーレムキングの美女軍団の一人。バトルタイプ。
SM女王様風でとても厳しいお姉さま。巨乳。
パイ (PIE)
ハーレムキングの美女軍団の一人。バランスタイプ。
小柄だが男勝りの拳法少女。
ザクロ (ZACRO)
ハーレムキングの美女軍団の一人。小役タイプ。
コギャルっぽいが、剣道を愛する古風な女子高生。
ショコラ (CHOCOLA)
声 - 前田ちあき
ハーレムキングの美女軍団の一人。バランスタイプ。
能天気なロリ巨乳。
マロン (MARRON)
声 - 仁後真耶子
ハーレムキングの美女軍団の一人。小役タイプ。
上品でマナーにうるさいところがある裕福な家庭に育ったリトルレディ。ロリっ娘。
アプリコット (APRICOT)
ハーレムキングの美女軍団の一人。小役タイプ。
王女で勝気なツンデレロリっ娘。
ハーレムキング (HAREM KING)
美女軍団を率いる謎の人物。実はサクラとイチゴの父親。
美女軍団を全て倒すと登場するようになる。なお、彼を倒すとサクラのキャラコレクションが増える。